# Yehudi Menuhin School

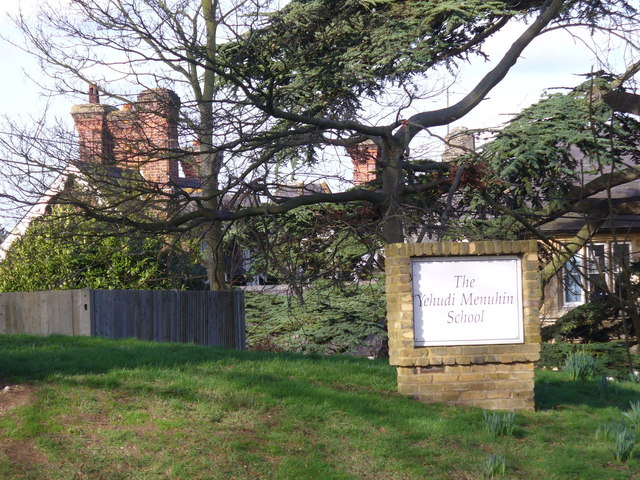
Yehudi Menuhin School

Die Yehudi Menuhin School ist eine Musikschule in Surrey in England. Der Violinist Yehudi Menuhin gründete sie 1963.
Die kleine Schule unterrichtet ca. 60 Schüler zwischen acht und achtzehn Jahren. Die Kinder benötigen ein herausragendes musikalisches Talent und spielen mindestens ein Instrument: meistens ein Saiteninstrument oder das Klavier. Natürlich werden sie auch in den anderen Fächern unterrichtet, aber das Fach Musik ist das wichtigste. Deshalb bekommen sie sehr viel Zeit, um auf ihren Instrumenten zu üben und viele Unterrichtsstunden, die ihre besonderen musikalischen Fertigkeiten in der klassischen Musik ausbilden.

## Berühmte Musiker, die auf dieser Schule unterrichtet wurden
- Nicola Benedetti
- Aisha Syed Castro
- Halli Cauthery
- Beverley Davison
- Cheryl Frances-Hoad
- Julian Hallmark
- Tasya Hodges
- Alina Ibragimova
- Aleksey Igudesman
- Hyung-ki Joo
- Nigel Kennedy
- Tasmin Little
- Valeriy Sokolov
- Kathryn Stott
- Marius Stravinsky
- Levine Andrade
- David Angel